# Helofytenfilter

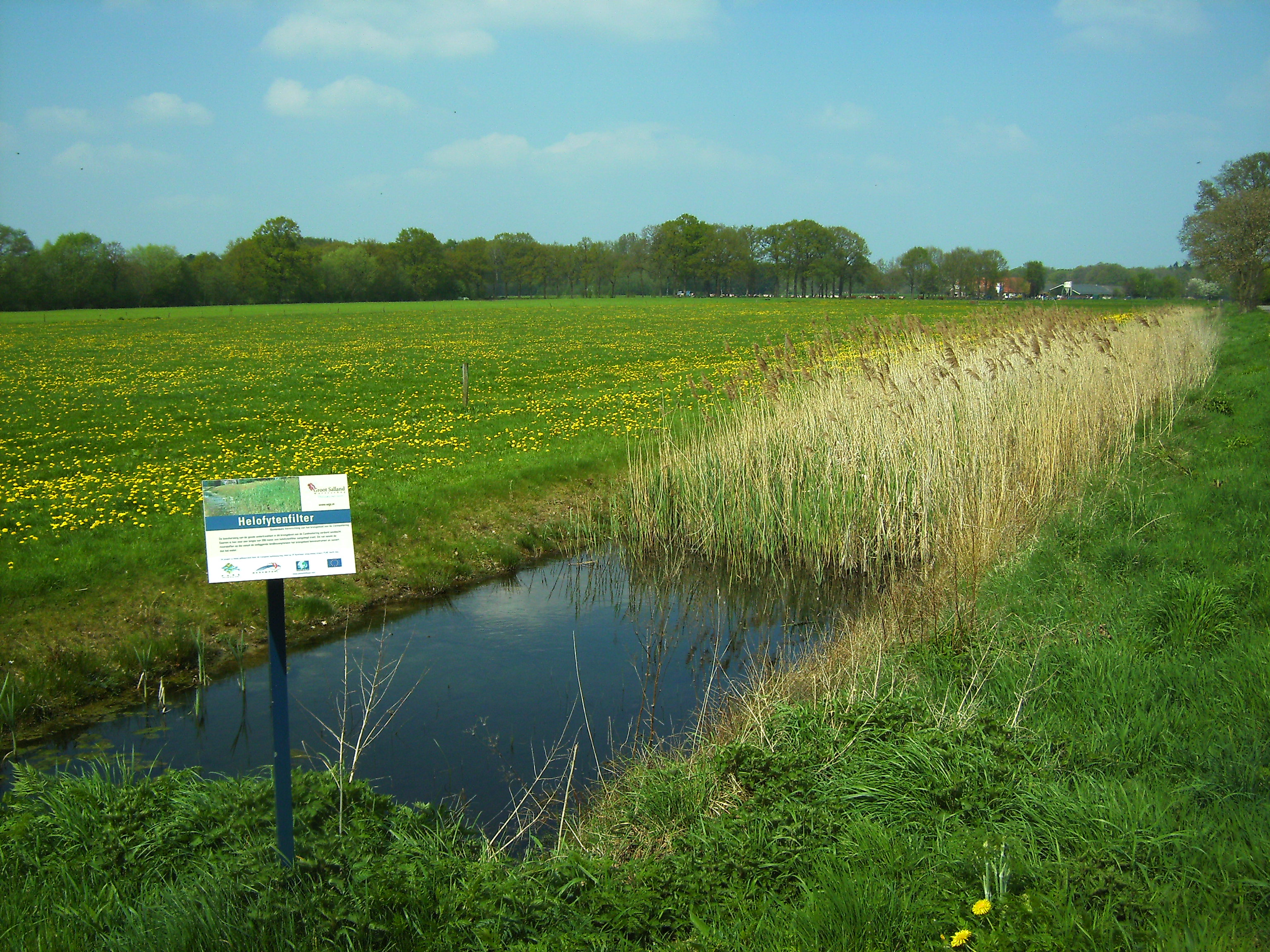
Helofytenfilter om afvalwater van een boerderij na te zuiveren

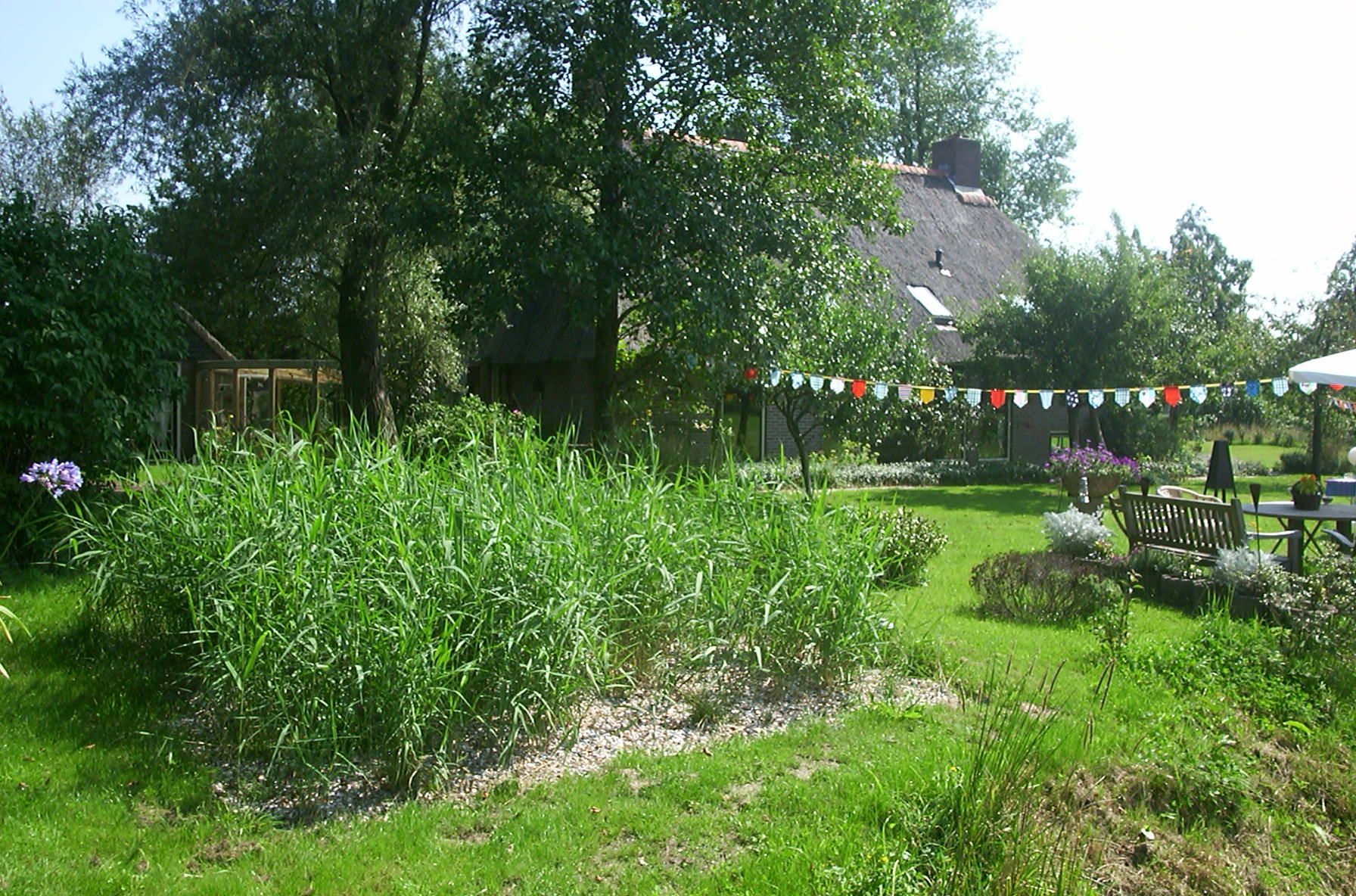
Helofytenfilter bij een woning in het buitengebied

Een helofytenfilter of percolatieveld is een filter dat met behulp van helofyten afvalwater zuivert tot een kwaliteit die onschadelijk is voor het milieu. De filters worden aangelegd om bijvoorbeeld vijvers of afstromend water van wegen te filteren. Ook het zuiveren van huishoudelijk afvalwater en ecologische zwemvijvers is mogelijk.

## Werking van het filter
De planten in helofytenfilters leveren zelf niet de grootste bijdrage aan de zuivering, dit gebeurt vooral door bacteriën die in de bodem leven. De planten zorgen wel in hoge mate voor een goed leefklimaat voor die bacteriën. Rondom de wortels van de planten leven talloze bacteriën die zuurstof nodig hebben. In vloeivelden en horizontaal doorstroomde filters werken de planten als een soort zuurstofpomp die via de wortels zuurstof onder het wateroppervlak inbrengen. De bacteriën zetten afvalstoffen uit het water om in voedingsstoffen voor zichzelf en voor de planten. Verder naar onderen in een helofytenfilter zijn bacteriën die  zonder zuurstof leven actief. Deze voeden zich onder andere met de afvalstoffen van de zuurstofminnende bacteriën hoger in het filter. Zo wordt het water op een natuurlijke manier gezuiverd, zonder dat er stoffen behoeven te worden toegevoegd. Het zuiveringsrendement van helofytenfilters is hoog terwijl het energiegebruik laag is, hooguit dient het water eenmalig te worden opgepompt om goed over het filter verdeeld te worden. Dit laatste gebeurt met name bij verticaal doorstroomde filters waarbij de beluchting in belangrijke mate plaatsvindt door onderbrekingen in de bevloeiing. Op decentrale locaties zijn helofytenfilters een alternatief voor communale zuiveringen.

## Typen filters
Er bestaan verschillende typen helofytenfilters. Het simpelste type is het 'vloeiveld' of moerasfilter. Hierbij stroomt het (matig) verontreinigde water over de bodem van een moeras tussen de beplanting door.
Een iets ingewikkelder systeem is het 'horizontaal doorstroomd helofytenfilter'. Hierbij zakt het verontreinigde water door de bodem langs de wortels van helofyten zonder in contact te komen met de buitenlucht. Dit type filter heeft als ondergrond vaak grof zand en grind. Per persoon is ongeveer 5 m² filter nodig.
Voor bijvoorbeeld huishoudelijk afvalwater wordt het verticaal doorstroomde helofytenfilter ingezet. Het vuile water zakt langs de plantenwortels in ongeveer een tot drie dagen, door een bassin, gevuld met fijn zand en grindlagen die een functie hebben bij infiltratie en drainage. Als het water het filter verlaat is het schoon genoeg om op het oppervlaktewater te worden geloosd. Per persoon is ongeveer 3 m² filter nodig.
Er zijn ook helofytenfilters met een systeem voor het toevoegen van extra zuurstof. De bioactiviteit wordt hiermee vergroot wat de capaciteit van het filter ten goede komt. Hierdoor kan 1,5 m² veld onder de juiste omstandigheden het afvalwater van een persoon per dag zuiveren.

## Waterkwaliteit
De eisen die gesteld worden aan het lozen van behandeld afvalwater variëren per locatie, afhankelijk van de schade die kan optreden aan het milieu. Helofytenfilters behoren in de regel tot de systemen die aan de strengste eisen kunnen voldoen.
Het met een helofytenfilter (effluent) gezuiverde water is niet geschikt als drinkwater tenzij gebruik wordt gemaakt van een extra zuiveringsstap zoals nano- of ultrafiltratie. De investering in deze extra nazuivering is alleen aantrekkelijk in landen waar water schaars is en drinkwater duur. 